# Tokushima
Tokushima (徳島市, Tokushima-shi) är en stad på östra delen av ön Shikoku i Japan, tillika residensstad i Tokushima prefektur. Den är belägen i prefekturens nordöstra del, vid floden Yoshinos mynning i havet. Staden hade 261 257 invånare år 2007 och en yta på 191,23 km². Orten fick stadsrättigheter den 1 oktober 1889.

## Sport
Tokushima Vortis spelar i J-League i professionell fotboll.